# Palomino (álbum)
Palomino es el quinto álbum de estudio del dúo sueco de música folk First Aid Kit. Fue publicado el 4 de noviembre de 2022 por Columbia Records. Es el primer álbum de estudio del grupo en cuatro años, luego del lanzamiento de Ruins en 2018.

## Promoción
El sencillo principal del álbum, «Angel» fue publicado el 22 de junio de 2022, acompañado con un videoclip dirigido por Mats Udd. Jordan Potter, escribiendo para la revista Far Out, le dio una calificación de 7.2 sobre 10 y comentó: “[la canción], que muestra las armonías características de las hermanas Söderberg, se escribió a raíz de los principales eventos mundiales de los últimos años. Si bien parte de la música nueva que refleja las presiones recientes de COVID-19 viene con una sensación de temor y aislamiento, las hermanas Söderberg cantan con su franqueza y fuerza habituales que brindan sentimientos de esperanza y éxtasis”. El personal de Under the Radar clasificó la canción en el segundo lugar en su lista de “las 10 mejores canciones de la semana” para la semana del 24 de junio de 2022.
El álbum se anunció el 8 de agosto de 2022 junto con la fecha de lanzamiento del segundo sencillo «Out of My Head» para el 12 de agosto. Un videoclip, dirigido por Jason Lester, fue publicado junto con el sencillo. Rachel Brodsky de Stereogum dijo que la canción, “lleva a First Aid Kit en una dirección decididamente pop, con un ritmo propulsor, armonías apiladas y sintetizadores brillantes”. El personal de Under the Radar clasificó la canción en el undécimo lugar en su lista de “las 12 mejores canciones de la semana” para la semana del 19 de agosto de 2022.
La canción «Turning Onto You» fue publicada como el tercer sencillo del álbum el 30 de septiembre de 2022, acompañado con un videoclip dirigido por Mats Udd. En Clash, Robin Murray declaró: “Elevados por esa hermosa sección de metales, los elementos de la música americana pivotan contra un ritmo furtivo liderado por los bajos”. Jefferson Varner IV de mxdwn Music la comparó con «Tin Man» de America.
El cuarto y último sencillo, «A Feeling That Never Came» fue publicado el 21 de octubre de 2022. Un videoclip, dirigido por Mats Udd, fue publicado el 27 de octubre. Roy Lott de mxdwn Music dijo que «A Feeling That Never Came», “comienza como una simple canción acústica que se transforma en un registro de pop/indie-folk maravilloso”.

## Recepción de la crítica
En Metacritic, el álbum obtuvo un puntaje promedio de 81 sobre 100, basado en 7 críticas, lo cual indica “aclamación universal”.

## Galardones
| Publicación     | Lista                                 | Posición | Ref.   |
| --------------- | ------------------------------------- | -------- | ------ |
| Albumism        | The 100 Best Albums of 2022           | 41       | [ 20 ] |
| Double J        | The 50 Best Albums of 2022            | 29       | [ 21 ] |
| Louder Than War | Albums of The Year 2022 – The Top 100 | 91       | [ 22 ] |

## Lista de canciones
Todas las canciones escritas y compuestas por Johanna y Klara Söderberg, excepto donde esta anotado. 
| Lista de canciones de Palomino |                                                                                      |          |  |
| N.º                            | Título                                                                               | Duración |  |
| 1.                             | «Out of My Head» (Björn Yttling, J. Söderberg, K. Söderberg)                         | 3:34     |  |
| 2.                             | «Angel» (Daniel Bengtson, J. Söderberg, K. Söderberg)                                | 3:40     |  |
| 3.                             | «Ready to Run» (Yttling, Bengtson, J. Söderberg, K. Söderberg)                       | 4:15     |  |
| 4.                             | «Turning Onto You»                                                                   | 3:22     |  |
| 5.                             | «Fallen Snow»                                                                        | 3:07     |  |
| 6.                             | «Wild Horses II»                                                                     | 3:48     |  |
| 7.                             | «The Last One» (Yttling, Bengtson, J. Söderberg, K. Söderberg)                       | 3:51     |  |
| 8.                             | «Nobody Knows» (Yttling, J. Söderberg, K. Söderberg)                                 | 3:22     |  |
| 9.                             | «A Feeling That Never Came»                                                          | 3:29     |  |
| 10.                            | «29 Palms Highway»                                                                   | 3:22     |  |
| 11.                            | «Palomino» (Jakob Jerlström, Ludvig Söderberg, Bengtson, J. Söderberg, K. Söderberg) | 3:18     |  |

## Créditos y personal
Créditos adaptados desde las notas de álbum.
Personal técnico
- Daniel Bengtson – productor, mezclas
- Adam Hong – ingeniero de audio
- Simon Nordberg – mezclas
- Tom Elmhirst – mezclas, programación
- Eric Boulanger – masterización
- Emy Storey – diseño de portada
- Lisa Sander – ilustración
- Olof Grind – fotografía

## Posicionamiento
| Gráfica (2022)                          | Pico de posición |
| --------------------------------------- | ---------------- |
| Alemania (Offizielle Top 100)           | 57               |
| Bélgica (Flandes) (Ultratop 200 Albums) | 43               |
| Bélgica (Valonia) (Ultratop 200 Albums) | 165              |
| Finlandia (Suomen virallinen lista)     | 31               |
| Noruega (VG-lista)                      | 37               |
| Países Bajos (Album Top 100)            | 35               |
| Reino Unido (UK Albums Chart)           | 3                |
| Reino Unido (UK Americana Albums Chart) | 1                |
| Suecia (Sverigetopplistan)              | 3                |
| Suiza (Schweizer Hitparade)             | 40               |